# Фортунова пауловнија
Фортунова пауловнија, змајево дрво (Paulownia fortunei (Seem.) Hemsl., базионим Campsis fortunei Seem., синоними -{Paulownia duclouxii Dode
P. meridionalis Dode, P. mikado T. Itô}-) епитет врсте по Роберту Фортуну (Robert Fortune, 1812-1880) шкотском ботаничару и „ловцу на биљке“ познатом по интродукцији биљака из Кине и Индије у Европу. Кинески 白花泡桐 (баи хуа пао тонг).

## Опис врсте
Дрво прве категорије до 30 m, са коничном круном. Дебло право достоже прсни пречник од 2 m. Кора у младости глатка, на старијим стаблима браонсива, слабо испуцала, подсећа на кору пајасена са многобројним овалним, светлим, мало уздигнутим јако уочљивим лентицелама. Млади изданци, цвасти и плодови жутосмеђи, звездасто длакави. Гранчице дебеле, светлобраон. Пупољци светлосмеђи, ситни, наспрамни, лисни ожиљак врло велик, овалан или округласт са заравњеном горњом ивицом.
Листови прости, целог обода, абаксијално звездасто длакави или жљездичасти, сомотасти кад су зрели, адаксијално голи, глатки. На младим стаблима су често плитко режњевити. Лисне дршке 12 cm, голе; Лиске уско овалносрцасте, до 20 cm дуге.
Цвасти пријатног мириса, уске и издужене, цилиндричне око 25 cm дуге. Сложени гроздови са по 3-8 цветова груписаних на истој дршци која је исте дужине као и дршке цвета. Чашица петорежњевита, длакава, левкаста 2-2,5 cm са режњевима дугим 1/4-1/3 од дужине, јајастим или троугластојајастим, ускотроугластим на плоду. Круница бледо љубичаста или бела цевасто звонаста, 8-12 cm дуга, петорежњевита; режњеви повијени уназад. Цев крунице вентрално са неупадљивим ребрима, споља звездасто длакава, унутра са упадљивим тамнијим мрљама. Прашници 3-3,5 cm жљездасто длакави. Плодник жљездаст или звездасто длакав. Фортунова пауловнија почиње да цвета 3-4-те године и цвета 6 недеља током марта-априла.
Плодови, током јула-августа, су елипсоидне чауре издуженије него код царске пауловније, 6–10 cm дуге, перикарп одрвенео 3–6 mm дебео. У чаури преко 1000 семена. Семе 6–10 mm укључујићи и крила.

## Ареал
Врста је распрострањена у деловима Азије са умереном климом: Кина, Тајван; и у тропској Азији: Индокина (Лаос, Вијетнам), на планинским падинама, шумама, планинском долинама испод 2000 m н.в.

## Биоеколошке карактеристике
Успешно се гаји на топлијим стаништима. Осетљива је на мраз, издржава и до -20 °C. Млада стабла страдају од мраза, понекад измрзну до земље, али у пролеће истерају нове изданке. Подноси полусенку и пуну светлост. Добро расте на алувијалним и другим свежим и плодним земљиштима. Избегава слабо развијена земљишта сушних станишта; лака и средње глиновита земљишта су најповољнија за Фортунову пауловнију. Карактерише се врло брзим порастом, нарочито до 15-20 године живота. Прираст затим опада.

## Примена
Фортунова пауловнија се углавном гаји плантажно за потребе шумарства. У агрошумарству се користи као мађуредни засад са пољопривредним културама. Значајна је и примена у рекултивацији и заштити земљишта од ерозије. Највећу производњу овог дрвета има НР Кина. У плантажном узгоју у првој години може да достигне висину од 4-6 m, а прсни пречник 5-7 cm. После 15-20 година достиже сечиву зрелост, висину 15-20 m и запремину дебла од 1 m³. У густој садњи се после треће године „жање“ и сва дрвна маса се прерађује у сировину за добијање целулозе. Има цењено дрво које се брзо природно суши без витоперења и пуцања. Врло се лако обрађује, боји и лакира. Има широку примену за израду намештаја, столарије, фурнира, ламперије, рамова, украсних резбарених предмета, музичких инструмената, авио и других модела итд.
Због брзог раста и раскошних цвасти гаји се и као парковско и хортикултурно дрво.
Из семена коре и листа добијају се супстанце, које се у медицини користе за справљање лекова против астме, кашља, отеклина, високог крвног притиска.
Код нас је изузетно ретка јер се верује да јој не одговарају јаке зиме, међутим, култура подигнута у ПК „Јужни Банат“ у Белој Цркви, и анализа својстава дрвета ове врсте, као и врсте Paulownia elongata S. Y. Hu показују да после пет вегетација врсте опстају, имају интензиван прираст, и у поређењу са смрчом, тополом и балзом сличне техничке особине дрвета . У Црној Гори се много више користе и производе масовно у расаднику „Екоплант“ у Подгорици.

## Размножавање
Размножавање пауловнија у пракси углавном се изводи семеном. Једно средњодобно стабло може да продукује око 20 милиона семена у једном уроду. Семе не показује знаке дормантности, али је фотобластично и микробиотичко. Чува се у мраку на 4 °C до три године. Хладна стратификација 8 месеци потпуно уклања фотосензитивност семена тако да оно може да клија и у мраку.
Од вегетативних метода размножавања у литератури нема података о размножавању пауловнија резницама стабла, било ког типа. При размножавању коренским резницама јавља се променљив успех од године до године без објашњивих узрока. Регенерација се обавља у стакленику што продужава сезону размножавања, а дужина резнице се смањује, што даје већи број пропагула. Коренске резнице могу се регенерисати и у хладним лејама. Оне се узимају са млађих биљака, али и са старијих. Делови дужине 15 cm и пречника 1 до 4 cm побадају се вертикално у посуде, или у расадник на отвореном током сезоне мировања.